# Rotwildbezirk

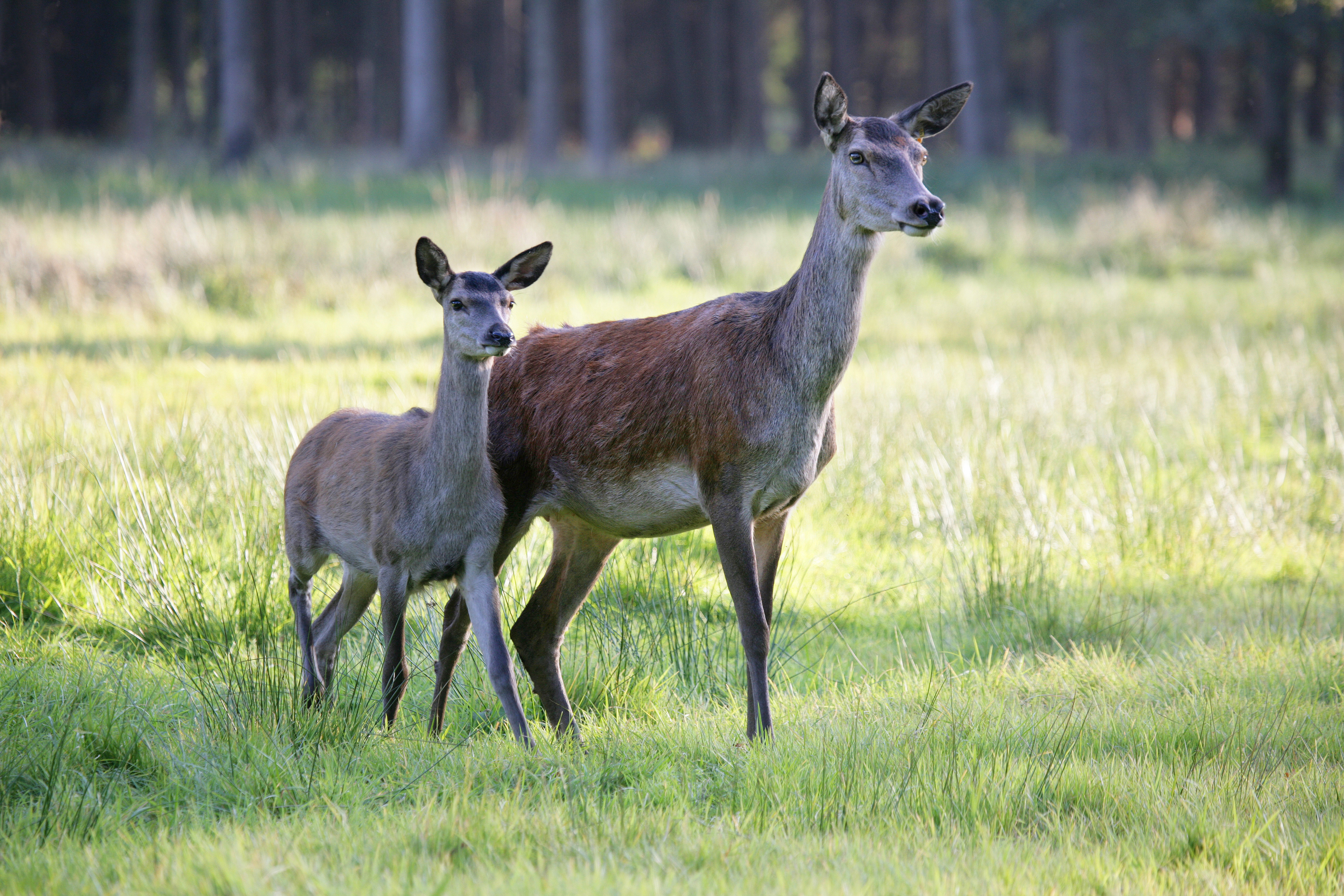
Rotwild

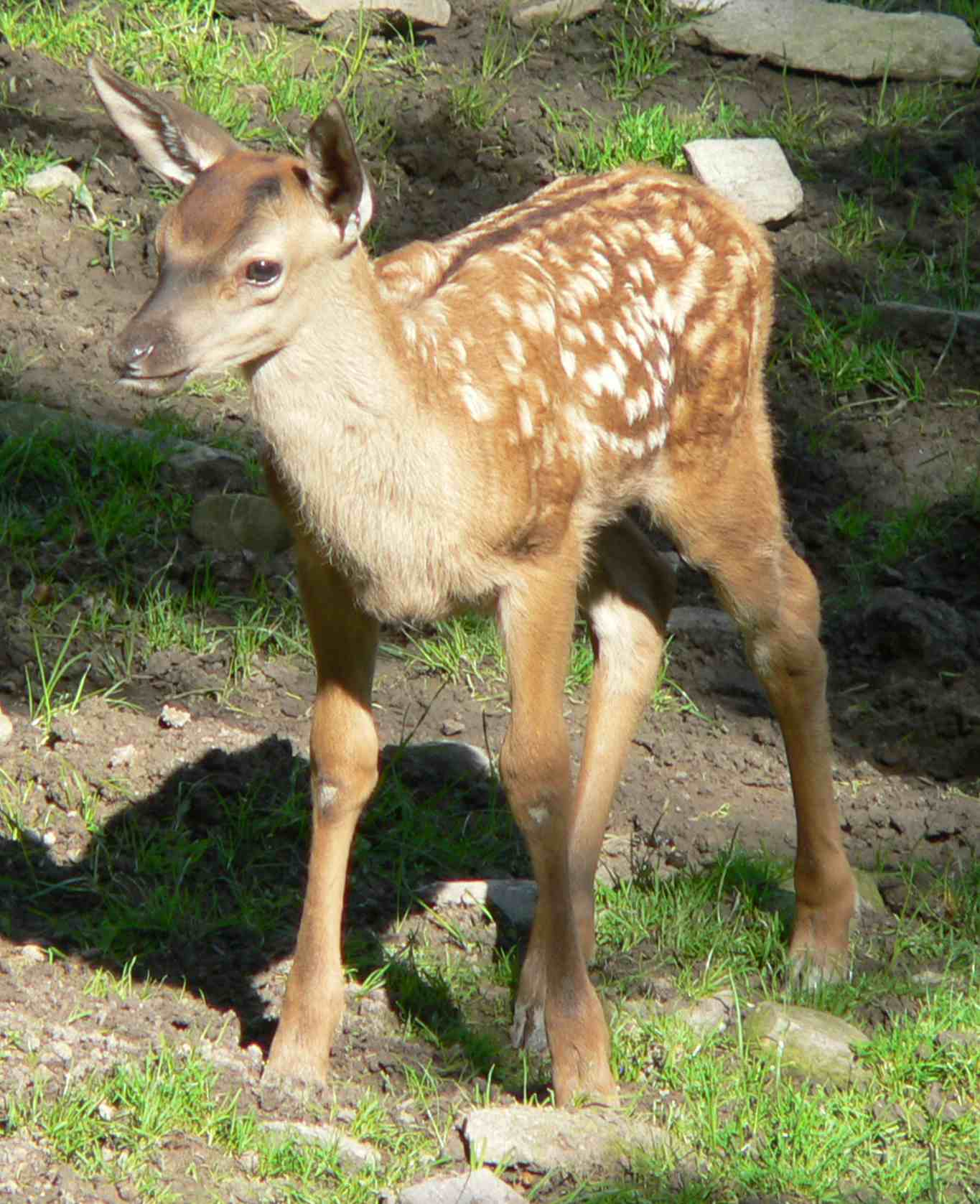
Rothirsch-Kalb

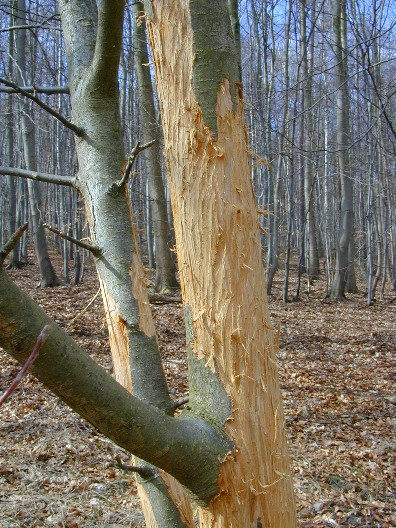
Durch Rotwild geschälte Weide

Ein Rotwildbezirk ist ein festgelegtes Gebiet, in dem Rothirsche als Standwild vorkommen darf. In den deutschen Bundesländern kann der zulässige Lebensraum von Rotwild aufgrund der Jagdgesetze amtlich festgesetzt werden. In den einzelnen Bundesländern werden für die Rotwildbezirke auch andere Bezeichnungen verwendet: Rotwildgebiete, Bewirtschaftungsbezirke oder Bewirtschaftungsgebiete für Schalenwild.
Auf fast zwei Drittel der Flächen Deutschlands besteht ein Abschussgebot für Rothirsche, weil außerhalb der Rotwildbezirke rotwildfreies Gebiet ist. Rotwildbezirke sind in Europa eine einmalige Regelung.
Rotwildbezirke existieren seit den 1950er Jahren. Durch das Abschussgebot außerhalb der Rotwildbezirke wird die freie Wanderung der Rotwildpopulationen eingeschränkt. Ein konsequentes Abschussgebot für Rothirsche außerhalb dieser Bezirke existiert in den westlichen und südlichen Bundesländern Nordrhein-Westfalen, Hessen, Rheinland-Pfalz, dem Saarland, Baden-Württemberg, Bayern, Hessen und Thüringen. In den anderen Ländern im Norden und Osten Deutschlands darf Rotwild prinzipiell überall leben.
Der Rothirsch ist eine Leitart für den Biotopverbund. Wildtiere und damit auch das Rotwild gelten als integraler Bestandteil des Waldökosystems. Deshalb fordern die Deutsche Wildtier Stiftung und Bayerische Jagdverband, die Lebensräume des Rotwilds großräumig zu vernetzen, die Beschränkung auf Rotwildbezirke zu beenden und in Privatwäldern und Wäldern im Eigentum der öffentlichen Hand Wildruhezonen auszuweisen. Am Beispiel der Rotwildjagd könnten Jäger zeigen, wie verantwortungsvoll sie mit Umwelt und Natur umzugehen wissen. Die Jagd sollte die Naturressourcen nach dem Grundsatz der Nachhaltigkeit nutzen, welcher besagt, das nur soviel abgeschöpft werden darf, wie die Natur langfristig verkraften kann.
Wildäcker können eine Verbesserung der Äsung für Rothirsche bewirkten. Sie ermöglichen eine Verlagerung des Wildes und erzeugen im Gegensatz zum erhöhten Jagdruck nicht mehr Stress, der im Wald zwangsläufig zu mehr Verbiss und Schälschäden führt.

## Baden-Württemberg

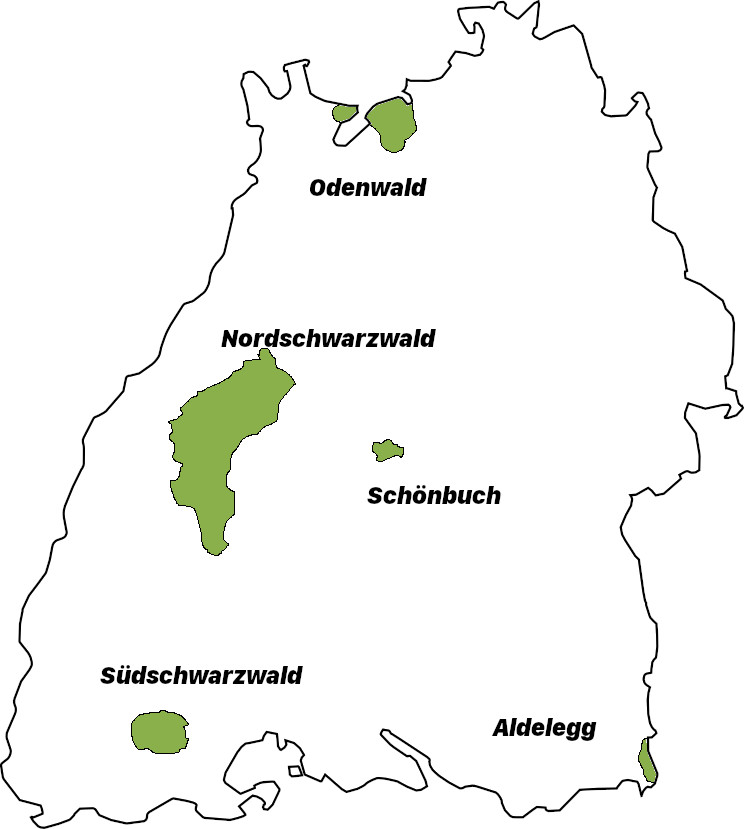
Rotwildgebiete in Baden-Württemberg

Insgesamt sind fünf Rotwildgebiete in Baden-Württemberg ausgewiesen. Auf den restlichen 96 % der Landesfläche besteht ein Abschussgebot für Rothirsche gemäß der Rotwildverordnung von 1958. Die Jagdpächter sind für dort entstehende Rotwildschäden haftbar.

### Rotwildgebiet Odenwald
Die Gesamtfläche des Rotwildgebietes Odenwald beträgt rund 46.600 Hektar. Die Gesamtfläche verteilt sich mit 24.000 Hektar auf Hessen, 17.000 Hektar auf Baden-Württemberg und 5.600 Hektar auf Bayern. Bei einer Anzahl von ca. 100 Jagdbezirken ergibt sich eine durchschnittliche Reviergröße von ca. 420 ha. Im Süden ist das Gebiet begrenzt durch den Neckar zwischen Hirschhorn und Neckargerach, im Osten durch das Seebachtal und die Straße Robern, Wagenschwend, Schloßau, Ernsttal bis südöstlich Amorbach, im Norden durch eine Linie, die südlich der Straße Amorbach-Erbach verläuft und dann der Straße Marbach, Affolterbach bis Waldmichelbach folgt, und im Westen durch Waldmichelbach durch das Ulfental bis zurück nach Hirschhorn.
Der Kern des Rotwildgebiets besteht aus großen, zusammenhängenden Waldflächen. Im Osten und Norden gibt es viele Felder und Wiesen, die sich auf rund 12 000 Hektar belaufen. Sie machen etwa ein Viertel der gesamten Fläche aus. Der Odenwald hat viele Wiesentäler, die oft nicht mehr als Weideland  genutzt werden.
Das Rotwildgebiet Odenwald ist durch den Verbund mit  Hessen und Bayern vergleichsweise groß. Trotzdem gibt es dort Fehlbildungen, die durch vermutlich Inzucht verursacht werden.

### Rotwildgebiet Nordschwarzwald
Der größte Rotwildgebiet ist mit ca. 105.000 ha das Rotwildgebiet Nordschwarzwald im Naturpark Schwarzwald Mitte/Nord. Es hat einen Waldanteil von über 88 Prozent, überwiegend  und aus Staats- und Kommunalwald besteht. Das Rotwildgebiet erstreckt sich über 250 Jagdreviere  und umfasst den Nationalpark Schwarzwald. Es liegt in den ehemaligen Regierungsbezirken Südbaden und Südwürttemberg-Hohenzollern.

### Rotwildgebiet Südschwarzwald
Das Rotwildgebiet Südschwarzwald ist ca. 18.500 ha groß, davon sind etwa 14.000 ha Wald. Es befindet sich im Naturpark Südschwarzwald südöstlich des Feldberges, rund um den Schluchsee. Es liegt im ehemaligen Regierungsbezirk Südbaden.

### Rotwildgebiet Schönbuch
Das Rotwildgebiet Schönbuch ist ein rund 4000 ha großes eingezäuntes Wildgehege auf der Schwäbischen Alb. Es liegt im Naherholungsgebiet Naturpark Schönbuch in der Nähe von Stuttgart.

### Rotwildgebiet Adelegg
Das Rotwildgebiet Allgäu liegt in der waldreichen Adelegg im Westallgäu im baden-württembergischen Landkreis Ravensburg und ist ungefähr 3.900 ha groß und damit das kleinste Rotwildgebiet in Baden-Württemberg. Es erstreckt sich von der nördlich von Friesenhofen gelegenen Sägmühle, der Eschach entlang bis östlich Schmidsfelden der bayerischen Landesgrenze entlang bis Nellenbruck, dem Verlauf der unteren Argen entlang über Großholzleute nach Rotenbach, der Bahnlinie entlang bis Aigeltshofen, von da entlang der Straße nach Rimpach bis zur Friesenhofer Sägmühle.
Das Rotwildgebiet Adelegg erstreckte sich früher sowohl auf baden-württembergischer als auch auf bayerischer Seite. Im Jahr 1986 wurde das ehemalige Rotwildgebiet „Schwarzer Grat“ auf bayerischer Seite aufgelöst und in der Folge versucht, den dortigen Rotwildbestand zu erlegen. Das Rotwild in der Adelegg ist von Inzucht bedroht.

### Kritik zu den Rotwildgebieten in Baden-Württemberg
Die fünf Rotwildgebiete sind nicht miteinander vernetzt und nehmen nur 4 % der Landesfläche Baden-Württembergs ein. Kein anderes Bundesland gibt dem Rothirsch sowenig Lebensraum wie Baden-Württemberg.
In den Räumen zwischen den Rotwildgebieten müssen die Rothirsche zwingend geschossen werden, da diese rotwildfrei sein müssen. Nach Ansicht von Kritikern verstößt der Ausrottungsabschuss von Rothirschen in den rotwildfreien Gebieten gegen die Hegepflicht die im  Bundesjagdgesetz verankert ist.
Die genetische Vielfalt der fünf Populationen hat im Jahr 2024 im Vergleich zur ersten Erhebung im Jahr 2007 abgenommen. Das bedeutet, dass die genetische Vielfalt zu gering ist, um einen gesunden Bestand an Rothirschen dauerhaft zu erhalten.
Der Landesjagdverband Baden-Württemberg und die Deutsche Wildtier Stiftung setzten sich für eine Aufhebung des Abschussgebotes von Rothirschen außerhalb der bestehenden Rotwildgebiete ein.